# تيري ديفيز (مجدف)
تيري ديفيز (بالإنجليزية: Terence Rodney Davies) هو مجدف أسترالي، ولد في 18 أكتوبر 1933.

## وصلات خارجية
- رودني ديفيز على موقع الاتحاد الدولي للتجديف (الإنجليزية)
- رودني ديفيز على موقع أوليمبيديا (الإنجليزية)
- رودني ديفيز على موقع اللجنة الأولمبية الأسترالية (الإنجليزية)
- رودني ديفيز على موقع اتحاد ألعاب الكومنولث (مؤرشف) (الإنجليزية)